# Housham Tye
Housham Tye – przysiółek w Anglii, w Esseksie. Housham Tye jest wspomniana w Domesday Book (1086) jako Ouesham.